# 方田均稅法
方田均稅法，王安石變法實行的政策之一。
方田均税法首创为北宋大理丞郭諮，最早稱「千步方田法」，景祐年间，郭咨和孙琳丈量肥乡县的土地，“除无地之租者四百家，正无租之地者百家。”，發現有八十万的逃赋，隨後郭咨在蔡州又清查出两万六千九百三十多顷的漏税田亩。郭諮將清查田畝的方法步驟等歸納了四十條。不久招致豪强的强烈反对，清查工作遂不了了之。
熙寧五年（1072年）八月由司農寺制定《方田均稅條約》，分「方田」與「均稅」兩個部分。「方田」是每年九月由縣令舉辦土地丈量，按土塙肥瘠定為五等，「均稅」是以「方田」丈量的結果為依據，制定稅數。是年此法推行，王安石在京东路、河北東路、河北西路、陕西路、河东路等五路之地清丈了二百四十八万四千三百四十九顷田地，占当时全国征税田亩的54%。